# Feldhandball-Weltmeisterschaft der Frauen 1956
Die 2. Feldhandball-Weltmeisterschaft der Frauen fand vom 1. bis 8. Juli 1956 in der Bundesrepublik Deutschland statt. Ausrichter war die International Handball Federation (IHF). Weltmeister wurde Rumänien.

## Modus
Es nahmen 6 Mannschaften teil: Deutschland (vertreten durch die Bundesrepublik), Frankreich, Jugoslawien, Österreich, Rumänien und Ungarn. Die Niederlande und Polen konnten sich nicht für die WM qualifizieren.
Nach einer Qualifikationsrunde mit zwei Ausscheidungsspielen fand die Hauptrunde in zwei Dreiergruppen statt, zum Schluss drei Platzierungsspiele um die Plätze 1 bis 6.

## Qualifikation
| Wettbewerb             | Datum                  | Gastgeber         | Plätze | Qualifiziert                 |
| ---------------------- | ---------------------- | ----------------- | ------ | ---------------------------- |
| Gastgeber              | ?                      | ?                 | 1      | BR Deutschland               |
| Weltmeisterschaft 1949 | 25.–27. September 1949 | Ungarn            | 3      | Ungarn Österreich Frankreich |
| Qualifikation          | 20. Mai 1956           | Niederlande Polen | 2      | Jugoslawien Rumänien         |

## Hauptrunde
Die Sieger der Qualifikationsrunde trafen auf vier gesetzte Mannschaften und spielten mit ihnen in zwei Dreier-Gruppen „jeder gegen jeden“. Die ersten dieser Gruppen kämpften im Finale um Platz 1 und 2, die Zweiten um 3 und 4, die Dritten um 5 und 6:

### Gruppe A
| BR Deutschland – Jugoslawien | 5:2 (3:1) am 1. Juli in Karlsruhe         |
| Ungarn – Jugoslawien         | 5:4                                       |
| BR Deutschland – Ungarn      | 4:4 (2:3) am 5. Juli in Offenbach am Main |

| Rang | Land           | Tore | Punkte |
| ---- | -------------- | ---- | ------ |
| 1    | BR Deutschland | 9:6  | 3      |
| 2    | Ungarn         | 9:8  | 3      |
| 3    | Jugoslawien    | 6:10 | 0      |

### Gruppe B
| Rumänien – Österreich   | 3:1 in Karlsruhe |
| Rumänien – Frankreich   | 5:2 in Mannheim  |
| Österreich – Frankreich | 4:4              |

| Rang | Land       | Tore | Punkte |
| ---- | ---------- | ---- | ------ |
| 1    | Rumänien   | 8:3  | 4      |
| 2    | Österreich | 5:7  | 1      |
| 3    | Frankreich | 6:9  | 1      |

## Finale
| 5 / 6: Jugoslawien – Frankreich  | 10:3                                      |
| 3 / 4: Ungarn – Österreich       | 8:6                                       |
| 1 / 2: Rumänien – BR Deutschland | 6:5 (3:1) am 8. Juli in Frankfurt am Main |

## Die Weltmeistermannschaft 1956: Rumänien
Lucia Dobre, Victorița Dumitrescu, Irene Günther, Magda Haberpursch, Elena Jianu, Ileana Kolesnikow, Ilona Nagy, Elena Pădureanu, Aurora Popescu, Carolina Răceanu, Aurelia Sălăgean, Maria Scheip, Anna Stark, Josefine Ugron und Mora Windt. Trainer: Nicolae Nedeff